# Smyril
Smyril är den största inrikesfärjan i Färöarna, ägd av Strandfaraskip Landsins. Den femte Smyril (nýggi Smyril (nya Smyril)) ankom den 15 oktober 2005 i Tvøroyri.

## Historia
Sedan 1890-talet har Strandfaraskip Landsins producerat fem olika båtar kallade Smyril: Smyril I, Smyril II, Smyril III, Smyril IV och senast år 2005 Smyril V. Smyril är det färöiska namnet för stenfalk.

## Smyril I

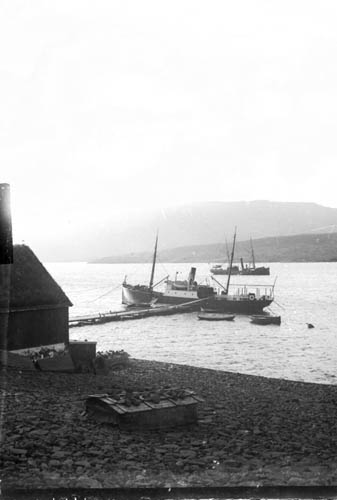
Smyril I

Smyril I byggdes under 1890-talet och började som en mindre transportbåt i Tvøroyri på Färöarna.

## Smyril IV

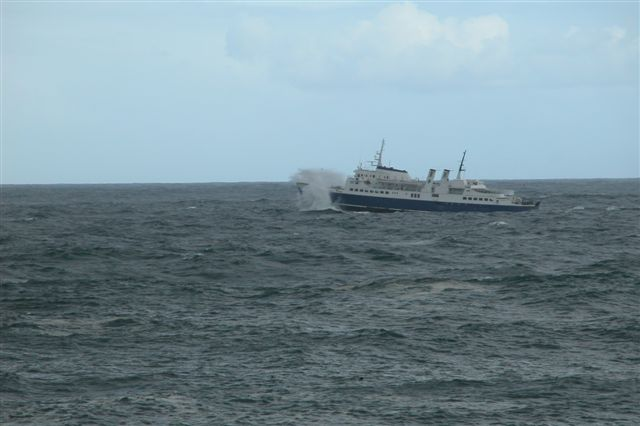
Smyril IV ute på havet

Smyril IV byggdes under tidiga 1980-talet och körde fram till 2004. År 2003 visade den starkt att den hade problem att segla mellan de olika öarna och ersattes av Smyril V i oktober 2005.

## Smyril V

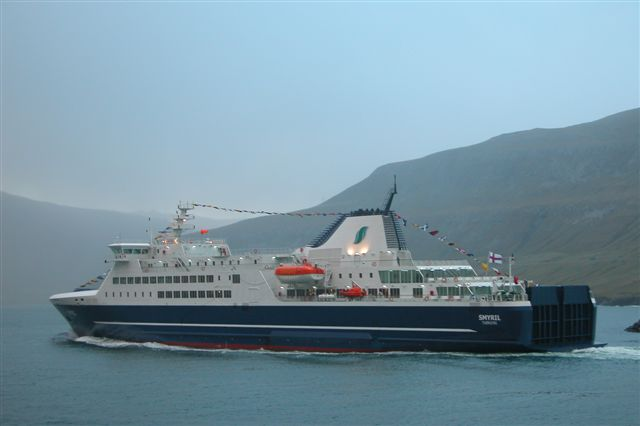
Smyril V

Smyril V togs i bruk den 15 oktober 2005. Den byggdes i San Fernando, Spanien.